# Stazione di Orly 1, 2, 3
La stazione di Orly 1, 2, 3 (denominata fino al 2019 Orly-Ouest) è una fermata della metropolitana Orlyval. Si trova nel dipartimento delle Hauts-de-Seine.